# Чемпіонат світу з легкої атлетики 2017 — естафетний біг 4×400 метрів (чоловіки)
Змагання з естафетного бігу 4×400 метрів серед чоловіків на Чемпіонаті світу з легкої атлетики 2017 у Лондоні проходили 12 і 13 серпня на Олімпійському стадіоні.

## Рекорди
На початок змагань основні рекордні результати були такими:
| WR | США (Ендрю Валмон, Квінсі Воттс, Батч Рейнольдс, Майкл Джонсон)                     | 2.54,29 | Штутгарт Німеччина | 22 серпня 1993 |
| CR | США (Ендрю Валмон, Квінсі Воттс, Батч Рейнольдс, Майкл Джонсон)                     | 2.54,29 | Штутгарт Німеччина |                |
| WL | Техаський університет A&M США (Річард Роуз, Майлік Керлі, Роберт Грант, Фред Керлі) | 2.59,95 | Юджин США          | 7 червня 2017  |

Під час змагань були показані наступні рекордні результати:
| WL | США · (Вілберт Лондон, Брайшон Неллум, Майкл Черрі, Тоні Маккей)                    | 2.59,23 | Лондон Велика Британія | 12 серпня 2017 |
| WL | Тринідад і Тобаго · (Джаррін Соломон, Джерім Річардс, Мачел Седеніо, Лалонд Гордон) | 2.58,12 | Лондон Велика Британія | 13 серпня 2017 |

## Розклад
| Дата           | Час початку | Стадія |
| -------------- | ----------- | ------ |
| 12 серпня 2017 | 11:50       | Забіги |
| 13 серпня 2017 | 21:15       | Фінал  |

Вказаний місцевий час (UTC+0)

## Результати

### Забіги
Умови кваліфікації до наступного раунду: перші три з кожного забігу (Q) та два найшвидших за часом з тих, які посіли у забігах місця, починаючи з четвертого (q).
Забіг 1
| Місце | Команда           | Атлети                                                                       | Час     | Примітки |
| ----- | ----------------- | ---------------------------------------------------------------------------- | ------- | -------- |
| 1     | Іспанія           | Оскар Усільйос, Лукас Буа, Дарвін Ечеверрі, Самуель Гарсія                   | 3.01,72 | Q, SB    |
| 2     | Польща            | Каєтан Душинський, Лукаш Кравчук, Тимотеуш Зімний, Рафал Омелько             | 3.01,78 | Q, SB    |
| 3     | Куба              | Вільямс Кольяцо, Адріан Чакон, Леандро Замора, Йоандіс Лескай                | 3.01,88 | Q, SB    |
| 4     | Ямайка            | Пітер Метьюз, Стівен Гейл, Джамарі Роуз, Рашин Макдональд                    | 3.01,98 | SB       |
| 5     | Індія             | Кунху Мухаммед Путханпура, Джакоб Амодж, Мухаммед Анас Яхія, Арокія Раджив   | 3.02,80 | SB       |
| 6     | Багамські Острови | Алонзо Расселл, Майкл Матьйо, Оджей Фергюсон, Рамон Міллер                   | 3.03,40 | SB       |
| 7     | Колумбія          | Джон Александер Соліс, Дієго Паломеке, Їльмар Еррера, Джон Алєхандро Перлаза | 3.03,68 | SB       |
| 8     | Туреччина         | Ахмет Касап, Батухан Алтинтас, Махсум Коркмаз, Явуз Джан                     | 3.15,45 |          |

Забіг 2
| Місце | Команда           | Атлети                                                           | Час     | Примітки |
| ----- | ----------------- | ---------------------------------------------------------------- | ------- | -------- |
| 1     | США               | Вілберт Лондон, Брайшон Неллум, Майкл Черрі, Тоні Маккей         | 2.59,23 | Q, WL    |
| 2     | Тринідад і Тобаго | Ренні Квоу, Джерім Річардс, Мачел Седеніо, Лалонд Гордон         | 2.59,35 | Q, SB    |
| 3     | Бельгія           | Ділан Борле, Джонатан Борле, Робін Вандербемден, Кевін Борле     | 2.59,47 | Q, SB    |
| 4     | Велика Британія   | Раба Юсіф, Двейн Кавен, Джек Грін, Мартін Руні                   | 3.00,10 | q, SB    |
| 5     | Франція           | Людві Ваян, Тома Жорд'є, Мамуду Еліман Анн, Тедді Атін-Венель    | 3.00,93 | q, SB    |
| 6     | Бразилія          | Лукаш Карвалью, Александер Руссу, Андерсон Енрікес, Уго ді Соуза | 3.04,02 | SB       |
| 7     | Ботсвана          | Онкабеце Нкоболо, Баболокі Тебе, Найджел Амос, Карабо Сібанда    | 3.06,50 |          |
| 8     | Японія            | Кентаро Сато, Юдзо Канемару, Кадзусі Кімура, Косуке Хорії        | 3.07,29 |          |

### Фінал
| Місце | Команда           | Атлети                                                            | Час     | Примітки |
| ----- | ----------------- | ----------------------------------------------------------------- | ------- | -------- |
| 1     | Тринідад і Тобаго | Джаррін Соломон, Джерім Річардс, Мачел Седеніо, Лалонд Гордон     | 2.58,12 | WL, NR   |
| 2     | США               | Вілберт Лондон, Гіл Робертс, Майкл Черрі, Тоні Маккей             | 2.58,61 | SB       |
| 3     | Велика Британія   | Меттью Гадсон-Сміт, Двейн Кавен, Раба Юсіф, Мартін Руні           | 2.59,00 | SB       |
| 4     | Бельгія           | Робін Вандербемден, Джонатан Борле, Ділан Борле, Кевін Борле      | 3.00,04 |          |
| 5     | Іспанія           | Оскар Усільйос, Лукас Буа, Дарвін Ечеверрі, Самуель Гарсія        | 3.00,65 | NR       |
| 6     | Куба              | Вільямс Кольяцо, Адріан Чакон, Осмайдель Пелісьєр, Йоандіс Лескай | 3.01,10 | SB       |
| 7     | Польща            | Каєтан Душинський, Рафал Омелько, Лукаш Кравчук, Тимотеуш Зімний  | 3.01,59 | SB       |
| 8     | Франція           | Людві Ваян, Тома Жорд'є, Мамуду Еліман Анн, Тедді Атін-Венель     | 3.01,79 |          |